# Dabha
Dabha fou un petit estat tributari protegit de l'agència de Mahi Kantha, presidència de Bombai. La població el 1881 era de 1.922 habitants i la superfície mesurada era només la cultivable que era de 2.017 hectàrees; la superfície el 1901 era de 31 km² i la població (després de la fam recent) de 1.307 habitants. Els ingressos eren de 4.379 rúpies.
El sobirà portava el títol de miah, i pagava un tribut de 15 lliures o 150 rúpies al Gaikwar de Baroda i 5 lliures (53 rúpies) al thakur d'Amalyara. El 1881 governava el principat Miah Mukwana Koli, convertit a l'islam (la religió tradicional era una barreja d'islam i hinduisme), que no havia rebut sanad autoritzant l'adopció; la successió era per primogenitura; les filles es casaven amb nobles musulmans i els prínceps es casaven amb caps kolis. A la seva mort els miahs eren incinerats.